# Dani Ponce
Dani Ponce (Torrejón de Ardoz, 1991. május 16. –) spanyol labdarúgó, az AD Alcorcón csatára.

## Pályafutása
2012-ben került a spanyol Alcorcón B csapatához (harmadik liga), de 2013-ban már játszott az első csapatban is, amely a másodosztályban szerepel. 2014 nyarán került az Újpesthez. A magyar ligakupa második fordulójában, az Ajka elleni mérkőzésen duplázott. A Ferencváros elleni derbi napján súlyosan megsértette a klub házirendjét. Hajnalban, nagyjából fél ötkor ért haza egy budapesti szórakozóhelyről, ezért távoznia kellett a klubból.